# Bangweulu
Bangweulu (anglicky Lake Bangweulu) je jezero v rovníkové Africe v severovýchodní Zambii mezi 29° 30’ a 30° 40’ východní délky a 10° 45’ a 12° 40’ jižní šířky v nadmořské výšce 1158 m. Jezero má značně proměnlivou rozlohu od 4000 do 15 000 km². Je 80 km dlouhé a 41 km široké. Průměrná hloubka činí 4 m a maximální hloubka dosahuje přes 10 m.

## Pobřeží
Jezero Bangweulu leží ve sníženině náhorní plošiny, která nese označení Bangweulská pánev, kterou vyplňuje jezero a přilehlý rozsáhlý mokřad. Jezero a mokřad jsou chráněny Ramsarskou úmluvou jako lokalita mezinárodního významu.

## Vodní režim
V období dešťů voda pokrývá rozsáhlé plochy mokřadů, které mají zřídka hloubku větší než 1 m. Jezero zadržuje asi 5 km³ vody. Plochu jezera pokrývá velké množství ostrovů z nichž největší je Mbabala s plochou 80 km². Jezero náleží do povodí řeky Konga. Celá rozsáhlá přilehlá oblast má plochu 190 000 km² a sbírá vodu ze 17 řek. Do jezera přivádí vodu především řeka Chambeshi. Jižním směrem z něj vytéká jediná řeka Luapula se stálým průtokem 440 m³/s, která ústí do řeky Kongo. Období dešťů, tj. doba srážek, záplav a vysoké vodní hladiny, přichází mezi listopadem a březnem a spadne zde cca 1200 mm srážek. Roční úhrn je však značně proměnlivý a činí 1100 – 1500 mm. Srážky spadlé v Bangweulské pánvi se v jezeře a přilehlém mokřadu odpaří tzv. evapotranspirací, tj. kombinaci výparu působením slunce a vypařováním vody z fyziologických procesů rostlin během fotosyntézy a dýcháním. Udává se, že se zde vypaří 2100 mm vodního sloupce.

## Fauna a flóra
Vegetace Bangweulské pánve je mozaikou mnoha typů vegetace, které jsou podmíněny půdními podmínkami a záplavovým režimem.
- savanové lesy zambijské provincie s dominantním druhem Brachystegia spp.
- stromovitá savana (stromy zde nerostou v hustém zápoji korun)
- travnaté savany (pokryté rozsáhlými termitišti, charakteristické právě pro tuto oblast)
- travnatá savana v každoročně zaplavovaném území
- trvalé mokřady a podmáčené louky (především rákosové a papyrové porosty)

Nedílnou součástí této vegetační mozaiky je též otevřená hladina jezera. Pestré střídání vegetačních typů způsobuje vysokou druhovou pestrost rostlin i živočichů. V době dešťů se zde daří nejen komárům, ale k jezeru přilétá množství ptáků – pelikáni, jeřábi, čápi, kolpíci, ibisové, člunozobci, volavky, plameňáci, husy, kachny, vlhy a mnoho dalších. Celkem zde žije 400 druhů ptáků. Takový „ptačí ráj“ je často vyhledáván přírodovědci. Zajímavostí jezera je poddruh antilopy voduška červená (Kobus lechwe smithemani), která žije pouze zde a často se sdružuje do 10 000hlavých stád. Z dalších antilop uveďme sitatungu (Tragelaphus spekei) a pakoně. Z predátorů jsou zde zastoupeny hyeny a leopardi. Žijí zde též sloni, hroši, krokodýli a mnoho dalších druhů.

### Obyvatelé
Lidé na břehu jezera žijí po celé stovky let. V okolí jezera žije až 170 000 lidí. První známí lidé, kteří zde žili, se označovali jako Ba-twa - „divocí lidé“. Obývali jezerní ostrovy. Dnes obývají krajinu jiné etnické skupiny národa Bemba, národa Kabende, obývající jižní část Bangweulské pánve a oblast mokřadu, národa Unga žijí v mokřadu a Ng´umbo v severní části jezera a ostrovech.
Jezero je hlavní zdroj obživy tamních obyvatel. Vyloví z něj každý rok 57 000 tun ryb, což řadí Bangweulu mezi nejproduktivnější rybolovnou oblast Zambie. Metody lovu jsou primitivní, přesto (a proto) nelze pozorovat vážný pokles úlovků. Jezero obývají především ryby z čeledi Vrubozubcovití (cichlidy). Hlavní rybářská sezóna je od června do srpna. Lidé se vydávají do centrálních částí mokřadu a budují si zde jednoduchá dočasná sídla, která leží na březích jezera či jeho ostrovech. Výška příbytků koresponduje s maximální výškou lidí. Základ tvoří dřevěná kostra z mladých větví, která je pokryta trávou. Stavby mají vejčitou základnu a kopulovitý tvar. Většinou v nich žije 1 až 3 osoby. Vchod je uprostřed delší strany. Stavba slouží svému účelu pouhé tři měsíce. Poskytuje ochranu pouze proti chladu a větru. V období rybolovu zde neprší. Největším městem u jezera je Samfya. Byla založena v roce 1900 jako rybářská osada.

## Historie
Ačkoliv jezero bylo objeveno portugalským cestovatelem jménem Francisco de Lacerda v roce 1798, proslavil ho především David Livingstone, který k jezeru dorazil v roce 1868. Po šesti letech zde také nalezl smrt.